# أوليفر غلاسنر
أوليفر غلاسنر (ولد في 28 أغسطس 1974) هو مدرب كرة قدم نمساوي محترف، يدرب حاليا نادي كريستال بالاس. في مسيرته الكروية، لعب كمدافع لفريق إس في ريد النمساوي لكرة القدم.

## مسيرة اللعب
قضى جلاسنر معظم مسيرته في اللعب مع إس في ريد، الذي لعب معه أكثر من 500 مباراة في الدوري في مسيرة استمرت 16 عامًا، بما في ذلك عام على سبيل الإعارة إلى لاسك في 2003-2004. اعتزل اللعب في أغسطس 2011 بعد إصابته بنزيف في المخ.

## مهنة التدريب
في عام 2012، أصبح جزءًا من الجهاز الإداري لريد بل سالزبورغ. في يوليو 2012، أصبح مساعدًا لمدرب روجر شميدت في فريق الفريق الأول. بعد فترة ناجحة في سالزبورغ، تم تعيينه مدربًا رئيسيًا لناديه السابق إس في ريد. فاز جلاسنر بأول مباراة له كمدرب رئيسي 3-2 ضد إس سي / إس في بارندورف في الجولة الأولى من كأس النمسا وفاز بأول مباراة في الدوري ضد فينر نويشتات.
انضم غلاسنر إلى لاسك في موسم 2015–16 كمدير للرياضة ومدرب. ساعد غلاسنر النادي في الصعود إلى الدرجة الأولى بعد موسم 2016–2017. أنهى النادي موسم 2017–18 في الدوري النمساوي لكرة القدم في المركز الرابع، مؤهلًا للدوري الأوروبي. كانت هذه أول مشاركة أوروبية للنادي منذ عام 2000. في موسم 2018-19، احتل فريق لاسك المركز الثاني، خلف البطل الدائم ريد بل سالزبورغ، وتأهل إلى دوري أبطال أوروبا. بعد نجاحه مع لاسك، استأجر يورغ شماتكه غلاسنر لتدريب فولفسبورغ في البوندسليجا، وانضم فاليريان إسماعيل إلى لاسك كبديل له.
في السنة الأولى لغلاسنر مع فولفسبورغ، موسم 2019–20، تمكن النادي من التأهل إلى الدوري الأوروبي. في موسم 2020–21، احتل فولفسبورغ المركز الرابع، مؤهلًا إلى دوري أبطال أوروبا.
في مايو 2021، أعلن آينتراخت فرانكفورت أن غلاسنر قد وقع كمدرب رئيسي في صفقة مدتها ثلاث سنوات حتى 30 يونيو 2024.